# Értelem és érzelem (regény)
Az Értelem és érzelem (Sense and Sensibility) című regény szerzője a 19. századi angol írónő, Jane Austen. 1811-ben adták ki, a mű Austen első regénye. Többször megfilmesítették, a legutóbbit 1995-ben Ang Lee rendezte.
A történet Mr. Dashwood két lánya, Elinor és Marianne köré fonódik. Amikor az apjuk meghal, a családi birtok Johnra, idősebb féltestvérükre száll, és a Dashwood nővérek fiatal húgukkal, Margarettel együtt vagyontalanokká válnak.

## Tartalom
|  | Alább a cselekmény részletei következnek! |

Mikor Mr. Dashwood meghal, a birtokát, Norlandet egyetlen fia, John örökli. Így Mrs. Dashwoodot, a második feleségét, és három lányukat (Elinor, Marianne és Margaret) a féltestvérük, John, és az önző felesége, Fanny könyörületeire bízza. Nem szívesen látott vendégekként másik helyet kezdenek  keresni, ahol a későbbiekben élhetnének. Időközben Elinor megkedveli Fanny testvérét, Edward Ferrarst, aki egy szerény, értelmes és tartózkodó fiatalember. Azonban Mrs. Ferrars azt akarja, hogy fia jól házasodjon, egy magas rangú, vagyonos hölggyel. Edward Ferrars furcsa, tartózkodó viselkedése miatt Elinor nem is engedi meg magának, hogy házasság után vágyódjon.
Mrs. Dashwood dúsgazdag unokatestvére, John Middleton felajánl a részükre egy villát (Barton villa) a birtokán. Ott tartózkodik még Mrs. Jennings (Lady Middleton anyja) és Brandon ezredes, Sir John egy régi barátja. A pletykás Mrs. Jennings eldönti, hogy Brandon ezredesnek Marienne-be kell szeretnie és ezzel ugratja őket, ez bosszantja Marianne-t. Brandon ezredest egy olyan 35 éves agglegénynek tekinti, akit képtelen lenne szeretni. Marianne egy kinti séta alkalmával, miközben esik az eső, kificamítja a bokáját és elesik. A lendületes és jóképű Mr. Willoughby megmenti Marianne-t, az otthonába viszi és elnyeri mindenki csodálatát. A férfi mindennap meglátogatja, így Elinor és Mrs. Dashwood kezdi az gyanítani, hogy a pár titokban eljegyezték egymást. Viszont Mrs. Dashwood érzelmes természete megakadályozza, hogy Willoughbyval való kapcsolatáról kérdezze Marianne-t.
Marianne feldúlt, amikor Willoughby bejelenti, hogy üzleti útra kell menni Londonba és nem fog visszatérni egyhamar, talán egészen egy évig ott kell tartózkodnia neki.
Edward Ferrars meglátogatja Dashwoodékat a Barton villában. Edward boldogtalannak látszik és tartózkodó Elinorral, fél, hogy ő már nem érez semmit iránta. Azonban Marianne-től eltérően Elinor nem úszik a szomorúságban, úgy érzi, kötelessége külsőleg nyugodtnak maradni anyja és testvérei kedvéért, akik szilárdan bíznak Edward Elinor iránti szerelmében.
Kicsivel később Anne és Lucy Steele, Lady Middleton unokatestvérei is megszállnak a Barton villában. Sir John azt mondja Lucynak, hogy Elinor Edwardot szívébe zárta, miközben arra ösztönzi Lucyt, hogy tájékoztassa Elinort, hogy ő és Edward négy éve titokban eljegyezték egymást. Bár Elinor kezdetben Edwardot okolja az iránta érzett vonzalma miatt, rájön, hogy Lucyval akkor lettek jegyesek, amikor Edward még fiatal és naiv volt. Megérti, hogy Edward nem szereti Lucyt, de nem fogja őt megszégyeníteni, megsebezni azzal, hogy felbontja a jegyességüket.
Elinor elrejti csalódását és azon fáradozik, hogy meggyőzze Lucyt arról, hogy nem érez semmit Edward iránt. Ez nagyon nehéz, hisz látja, hogy Lucy nem szerelmes Edwardba és csak boldogtalanná fogja tenni.
Elinor és Marianne Mrs. Jennings otthonában töltik a telet Londonban. Marianne Willoughbynek szóló leveleire nem válaszolnak, és nagyon hűvösen bánik vele, amikor összefutnak egy bálban. Később  levelet küld Marianne-nek, melyben tájékoztatja őt, hogy eljegyezte Miss Greyt, egy magas rangú, gazdag, ötvenezer fonttal rendelkező kisasszonyt, illetve visszaküldi korábbi levelezésüket és Marianne hajtincsét.
Marianne elmondja Elinornak, hogy ő és Willoughby nem voltak eljegyezve, de szerette őt, és arra késztette, hogy azt higgye, ő viszontszereti.
Brandon ezredes elmondja Elinornak, hogy Willoughby elcsábította Brandon gyámoltját, Eliza Williamset, de elhagyta őt, amikor terhes lett. Brandon még Miss Williams anyjába volt szerelmes, ő olyan nő volt, aki hasonlított Marianne-re, kinek életét megkeserítette az ezredes testvérével való boldogtalan házasság
Mivel Fanny Dashwood nem kedveli a sógornőit, elutasítja férje azon ajánlatát, melyben szállást kínál nekik. Helyettük a Steele nővéreket hívják meg. Lucy Steele arrogánssá válik és henceg Elinornak azzal, hogy Mrs. Ferrars támogatja őt. Valóban Fanny és Mrs. Ferrars is rajongott Lucyért, így Lucy nővére, Anne eldönti, hogy nem lenne helytelen elmondani azt, hogy Lucy eljegyzést kötött Edwarddal.
Amikor Mrs. Ferrars tudomást szerez Edward és Lucy jegyességéről, követeli annak felbontását. Edward mégis megtartja szavát, így Mrs. Ferrars megtagadja tőle az örökséget és mindent Edward testvérére, Robertre hagy.
Elinor és Marianne sajnálják Edwardot és tisztelik, mivel továbbra is kitart egy olyan nő mellett, akivel valószínűleg nem lesz boldog. Brandon ezredes kifejezi a sajnálatát Edwardnak a szánalmas körülmények miatt és körülbelül kétszáz fonttal egy évre egy plébániát ajánl fel neki Delafordon, az ezredes nagy birtokán.

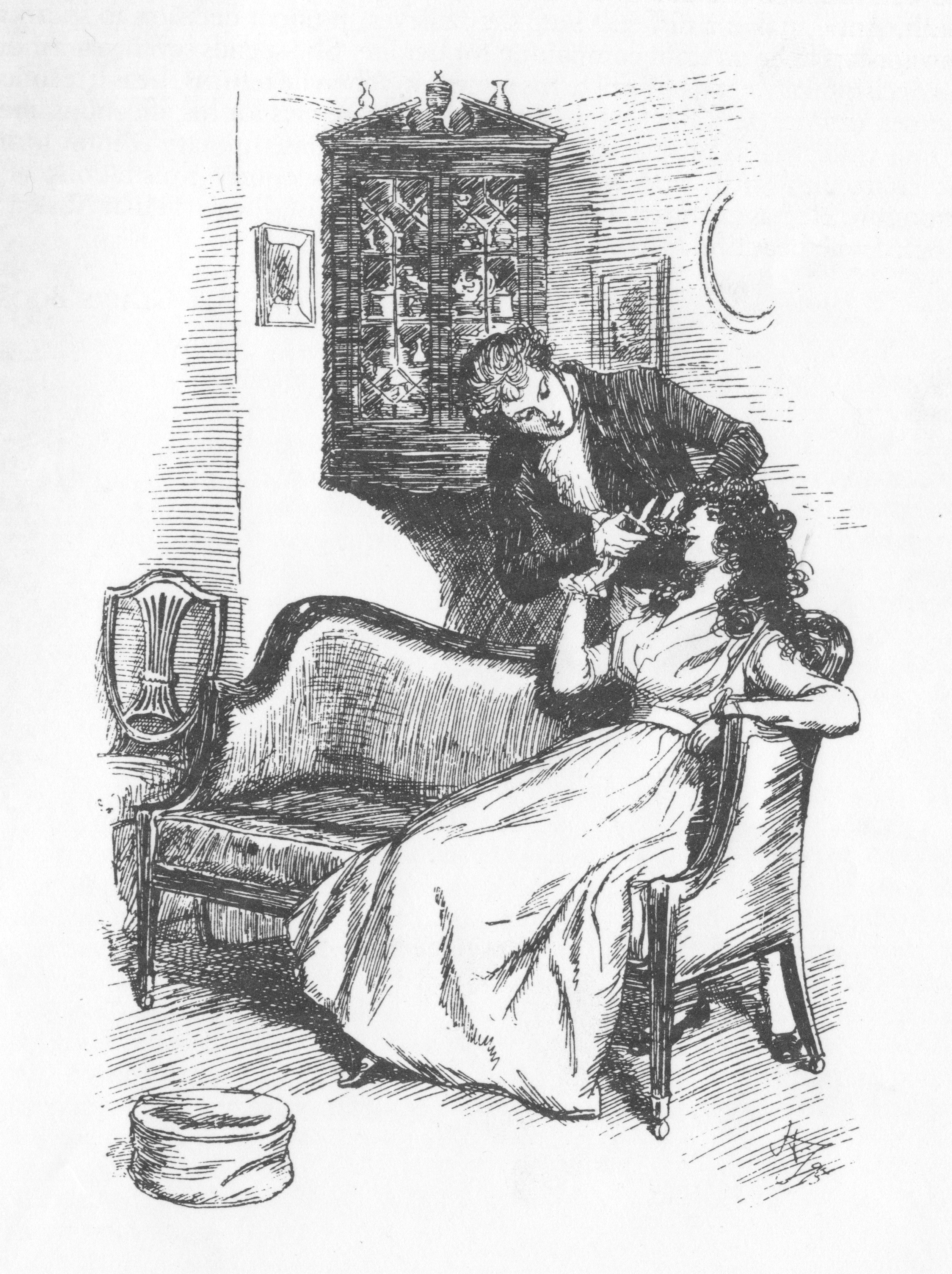
Egy XIX. századi illusztráció, mely Willoughbyt ábrázolja, miközben levágja Marianne haját.

A nővérek befejezik a Londonban való téli tartózkodásukat és hazafelé veszik az útjukat. Barton felé menet megszállnak Clevelandben, Mrs. Jennings vőjének, Mr. Palmernek vidéki birtokán. Marianne nyomorultul érzi magát Willoughby miatt, depressziós lesz, megbetegszik. Mr. Palmernek és a családjának azt tanácsolják, hogy hagyják el a házat a fiúgyermekük egészségének megóvása érdekében. Ahogy Marianne állapota rosszabbodik, Brandon ezredes elindul Mrs. Dashwoodért.
Willoughby látogatást tesz és elmondja Elinornak, hogy nincstelen lett, amikor kiderült, hogy elcsábította Miss Williamst, tehát úgy döntött, hogy összeházasodik a gazdag Miss Grey-jel. Tudatja, hogy még mindig szereti Marianne-t és megbocsátást keres, de szegényes mentségei vannak és azok is önző tetteire utalnak.
Ezalatt Brandon ezredes elmondja Mrs. Dashwoodnak, hogy szereti Marianne-t.
Marianne jobban lesz és Dashwoodék visszatérnek a Barton villába. Elinor Willoughby látogatásáról mesél Marianne-nek. Marianne bevallja azt, bár szerette Willoughbyt, de nem lett volna boldog egy törvénytelen gyerek szabadszellemű apjával. Rájön, hogy a betegségét a túlzott érzékenysége okozta, bánata teljes mértékben eltöltötte lelkét, s az meghalt, ami erkölcsileg egyenértékű lett volna az öngyilkossággal. Elhatározta, hogy Elinor bátorsága és józansága lesz a példa előtte.
A család megtudja, hogy Lucy összeházasodott Mr. Ferrarsszal. Mrs. Dashwood látja, hogy Elinor milyen zavart, ráébred, hogy erősek Elinor érzései Edward iránt, és sajnálja, hogy nem fordított több figyelmet a boldogtalanságának. Másnap Edward megérkezik a Barton villába és felfedi, hogy testvére, Robert Ferrars volt az, aki összeházasodott Lucyval. Azt mondja, hogy csapdába esett Lucyval kapcsolatban, amikor megismerte, még nem ismerte Elinort, és ott volt, hogy vágyakozzon valaki után, de többé már nem szereti. Lucy bontotta fel az eljegyzésüket, hogy összeházasodhasson Roberttel. Edward megkéri Elinor kezét és kibékül az édesanyjával. Fannyval szintén kibékül, aki tízezer fontot ad neki. Edward és Elinor megházasodnak és beköltöznek a delafordi plébániába.
Két év múlva Marianne tizenkilenc évesen úgy dönt, hogy összeházasodik a harminchét éves ezredessel, bár az iránta több tiszteletet érez mint szenvedélyt. A házasság után igazán és őszintén szereti Brandon ezredest.
Az ezredes háza a plébánia (ahol Elinor és Edward élnek) közelében van, úgyhogy a nővérek és férjeik gyakran tudják látogatni egymást, és így Jane Austen regénye zseniális befejezést nyer.
|  | Itt a vége a cselekmény részletezésének! |

## Szereplők
- Henry Dashwood – gazdag úriember, aki a történet elején meghal. Mivel birtoka hitbizomány, nem tud jelentős vagyont hagyni második feleségére és gyermekeikre. Megkéri Johnt (ő és első feleségének egyetlen fia), hogy biztosítson pénzügyi biztonságot második feleségének és három lányuknak.
- Mrs. Dashwood – Henry Dashwood második felesége, aki férje halála után nehéz pénzügyi helyzetben van. A regény kezdetén negyvenéves. Marianne rá hasonlít, Mrs. Dashwood is gyakran hoz döntéseket érzelmei alapján.
- Elinor Dashwood – Mr. és Mrs. Dashwood legidősebb, értelmes és tartózkodó lánya. A könyv kezdetén 19 éves. Beleszeret Edward Ferrarsba , idősebb féltestvére, John sógorába. Felelősségérzetet érez családja és barátai iránt és az ő jólétüket és érdekeiket a sajátja fölé helyezi. Elnyomja mély és erős érzelmeit úgy, hogy mások azt gondolják, ő igazán közömbös és kőszívű.
- Marianne Dashwood – Mr. és Mrs. Henry Dashwood második, romantikus és bohókás lánya. A könyv kezdetén 16 éves. Brandon ezredes és Mr. Willoughby figyelmének a tárgya. Beleszeret a fiatal, jóképű, romantikusan tüzes Willoughbyba és nem tartja sokra az idősebb, tartózkodóbb ezredest, Brandont. Marianne fejlődik a legtöbbet a könyvben, amikor rájön, hogy túlzott érzékenysége őnző volt. Eldönti, hogy viselkedését nővére, Elinor példájára formálja.
- Margaret Dashwood – Mr. és Mrs. Henry Dashwood legfiatalabb lánya. A könyv kezdetén tizenhárom éves. Szintén romantikus és jóindulatú.
- John Dashwood – Henry Dashwood és első felesége fia. Szándékában áll jól bánni a húgaival, de túlságosan is kapzsi, és a felesége könnyen irányítja.
- Fanny Ferrars Dashwood (Mrs. John Dashwood) – John Dashwood felesége, Edward és Robert Ferrars lánytestvére. Hiú, önző és sznob. Elkényezteti fiát, Henryt. Nagyon nyers férjének féltestvéreivel és mostohaanyjával, különösen, mikor attól tart, hogy testvére, Edward elveszi Elinort.
- Sir John Middleton – Mrs. Dashwood távoli rokona, Henry Dashwood halála után felajánlja neki és három lányának, hogy éljenek a Barton villában. Gazdag, sportszerű embernek ismerhetjük meg, aki Brandon ezredessel szolgált a hadseregben. Nagyon barátságos és lelkes, piknikeket, társas összejöveteleket szervez, hogy összehozza a falu népét. Ő és anyósa, Mrs. Jennings egy vidám, beugrató és pletykás párt alkotnak.
- Lady Middleton – Sir John Middleton előkelő, de tartózkodó felesége, ő a férjénél sokkal csendesebb, négy gyermeküket neveli.
- Mrs. Jennings – Lady Middleton és Charlotte Palmer édesanyja. Özvegy, aki férjhez adta már mindegyik gyermekét, így ideje nagy részét azzal tölti, hogy két lányát és családjaikat látogatja, különösen Middletonékat. Ő és veje, Sir John Middleton aktívan érdeklődnek a fiatalok romantikus ügyei iránt és arra törekednek, hogy bátorítsák őket, Elinor és Marianne bosszúságára.
- Edward Ferrars – Fanny Dashwood egyik fiútestvére. Beleszeret Elinor Dashwoodba . Viszont évekkel korábban, mielőtt Dashwoodékkal találkozott volna, eljegyezte Lucy Steele-t, tanára unokahúgát. Az eljegyzést titokban tartották a Ferrars család elvárásai miatt. Mrs. Ferrars ellenzi, hogy összeházasodjon Miss Steele-lel, s miután Edward nem bontotta fel a jegyességüket, anyja megtagadja tőle az örökséget.
- Robert Ferrars – Edward Ferrars és Fanny Dashwood testvére, státuszról álmodik. Összeházasodik Miss Lucy Steele-lel, miután Edwardot kitagadják.
- Mrs. Ferrars – Fanny Dashwood, Edward és Robert Ferrars édesanyja. Rosszkedvű, antipatikus nő, aki megtestesíti a gyarlóságok mindegyikét. Fanny és Robert hordoz tulajdonságaiból jellemvonásokat. Eltökélte, hogy a fiainak jól kell házasodnia.
- Brandon ezredes – Sir John Middleton legjobb barátja. Fiatalként Brandon beleszeretett az apja gyámoltjába, de megakadályozta a családja, hogy összeházasodjon vele, mert apja eltökélte, hogy bátyja házasodik össze vele. Brandont külföldre küldték a hadseregbe, hogy távol legyen tőle. A lány a boldogtalan házassága miatt több balszerencse után végül haldokló, nincstelen és kegyvesztett lett egy törvénytelen lánnyal, aki az ezredes gyámoltjává vált. Első látásra beleszeret Marianne-be, emlékezteti őt apja gyámoltjára. Dashwoodéknak, különösen Elinornak tiszteletre méltó barátja lesz és megélhetést biztosít Edward Ferrarsnak, miután anyja megtagadja.
- John Willoughby – Middletonék szomszédjának az unokaöccse, egy lendületes alak, aki megbabonázza Marianne-t és osztozik művészi és kulturális érzékenységében. Sokan azt gondolják ismerőseik közül, hogy titokban jegyesek.
- Charlotte Palmer – Mrs. Jennings lánya és Lady Middleton húga, Mrs. Palmer vidám, de üres fejű, sokszor nevet alkalmatlan pillanatokban, mint például férje folytonos durvaságakor.
- Thomas Palmer – Charlotte Palmer férje, parlamenti képviselői helyre vágyik, de tétlen és gyakran durva.
- Lucy Steele – Mrs. Jennings fiatal, távoli rokona, aki egy ideje titokban jegyes Edward Ferrarsszal. Elinor Dashwooddal és Mrs. John Dashwooddal kialakított barátságát szorgalmazza. Korlátozott tudásában és pénzügyi helyzetében, mindazonáltal vonzó, ügyes, ravasz, mesterkedő lány.
- Anne/Nancy Steele – Lucy Steele idősebb, társadalmilag alkalmatlan, kevésbé ügyes nővére.
- Miss Sophia Grey – egy gazdag, de rosszindulatú örökösnő, akit  Mr. Willoughby elvesz azért, hogy megtartsa kényelmes életmódját.
- Miss Morton – egy gazdag nő, akit Mrs. Ferrars legidősebb fiának, Edwardnak szán, később Robertnek.
- Lord Morton – Miss Morton édesapja.
- Mr. Pratt – Lucy Steele nagybátyja és Edward tanára.
- Eliza Williams – Brandon ezredes gyámoltja, körülbelül tizenöt éves és Willoughby törvénytelen fiát várja.
- Mrs. Smith – Mr. Willoughby gazdag nagynénje, aki megtagadja őt, mert nem házasodik össze Eliza Williamsszel.

## Kritika
Austen kb. 1795-ben írta az Elinor és Marianne első vázlatát (később Értelem és érzelem), mikor körülbelül 19 éves volt. Miközben sok rövid szépprózát írt, az Elinor és Marianne-ben bontakozott ki az első teljes hosszúságú regénye. A történet Elinor tartózkodó viselkedése és Marianne érzelmessége közötti ellentét körül forog; a két nővér Austenen és szeretett nővérén, Cassandrán alapulhat: Cassandrát a visszafogott és jól ítélkező nővérrel, magát pedig az érzelmes, szenvedélyes Marianne-nal hozza párhuzamba. Austennek szándékában állt tisztázni Elinor értelmét és önuralmát, és egyszerű szinten a regény a teljes romanticizmusnak és érzékenységnek paródiájaként olvasható, amely divatos volt az 1790-es évek körül. Mégis Austen nagyon összetetten sokrétűen kezeli a két nővér szerepét.
Claire Tomalin, Austen életrajzírója amellett érvel, hogy az Értelem és érzelemnek van egyfajta ingadozása, ami regényben fokozatosan bizonytalanabbá válik, hogy az értelemnek vagy az érzelemnek kellene-e győzedelmeskednie. Marianne-t Austen a legvonzóbb tulajdonságokkal ruházza fel: intelligencia, zenei tehetség, őszinteség, és a képesség, hogy mélyen szeressék. Beismeri, hogy tovább szereti Willoughbyt, minden hibájával és bizonyos mértékben becsüli őt Marianne. Ezen okok miatt néhány olvasó Marianne végső házasságát Brandon ezredessel nem kielégítő végződésnek találja. A vége mindazonáltal rendesen illeszkedik az értelem és érzelem témájába. Ott van az „értelmes” nővér: egybekelésük elé gördített hosszú, romantikus akadályok után házasodik össze az igaz szerelmével, amíg az „érzelmes” nővér boldogságát egy olyan embernél találja meg, akit kezdetben nem szeretett, de mint férj rendkívül értelmes és kielégítő választás.
A regény bemutatja Austen finom gúnyát Middletonékon át kiemelkedő komikus átjáróval Palmerékon keresztül, Mrs. Jenningsszel és Lucy Steele-lel bezárólag.

## Magyarul
- Értelem és érzelem. Regény; ford. Borbás Mária; Európa, Bp., 1976
- Értelem és érzelem; ford. Borbás Mária; jav. kiad.; Palatinus, Bp., 2006
- Értelem és érzelem; ford. Sillár Emőke; Ulpius-ház, Bp., 2006
- Értelem és érzelem; ford. Hegedűs Emőke; Rebeka és Panni, Rétság, 2007
- Értelem és érzelem; ford. Barcza Gerda; Lazi, Szeged, 2009
- Joanna Trollope: Értelem és érzelem; Jane Austen nyomán, ford. Dudik Annamária Éva; Kossuth, Bp., 2014

## Filmesített változatok
- Sense and Sensibility – Értelem és érzelem 1971 – TV-film – rendező: David Giles
- Sense and Sensibility – Értelem és érzelem 1981 – TV-film – rendező: Rodney Bennett
- Sense and Sensibility – Értelem és érzelem 1995 mozifilm – rendező: Ang Lee

Forgatókönyvíró: Emma Thompson
zeneszerző: Patrick Doyle
operatőr: Michael Coulter
producer: Lindsay Doran
vágó: Tim Squyres
Szereplők:
Emma Thompson (Elinor Dashwood)
Kate Winslet (Marianne Dashwood)
Hugh Grant (Edward Ferrars)
Alan Rickman (Colonel Christopher Brandon)
Greg Wise (John Willoughby)
Gemma Jones (Mrs. Dashwood)
Emilie François (Margaret Dashwood)
Tom Wilkinson (Mr. Dashwood)
James Fleet (John Dashwood)
Harriet Walter (Fanny Dashwood, szül. Ferrars)
Robert Hardy (Sir John Middleton)
Elizabeth Spriggs (Mrs. Jennings)
Imogen Stubbs (Lucy Steele)
Imelda Staunton (Mrs. Palmer szül. Jennings)
Hugh Laurie (Mr. Thomas Palmer)
- Sense and Sensibility – Értelem és érzelem 2008 – televíziós minisorozat – rendező John Alexander

Forgatókönyvíró: Jane Austen, Andrew Davies
zeneszerző: Martin Phipps
operatőr: Sean Bobbitt
vágó: Roy Sharman
Szereplők:
Hattie Morahan (Elinor Dashwood)
Charity Wakefield (Marianne Dashwood)
Dan Stevens (Edward Ferrars)
David Morrissey (Colonel Christopher Brandon)
Dominic Cooper (John Willoughby)
Janet McTeer (Mrs. Dashwood)
Lucy Boynton (Margaret Dashwood)
Mark Gatiss (John Dashwood)
Claire Skinner (Fanny Dashwood, szül. Ferrars)
Mark Williams (Sir John Middleton)
Linda Bassett (Mrs. Jennings)
Anna Madeley (Lucy Steele)

## Fordítás
- Ez a szócikk részben vagy egészben  a   Sense and Sensibility című angol Wikipédia-szócikk fordításán alapul.  Az eredeti cikk szerkesztőit annak laptörténete sorolja fel. Ez a jelzés csupán a megfogalmazás eredetét és a szerzői jogokat jelzi, nem szolgál a cikkben szereplő információk forrásmegjelöléseként.